# 艾昂斯泰申 (北卡羅萊納州)
艾昂斯泰申（英語：Iron Station）是位於美國北卡羅萊納州林肯縣的普查規定居民點。

## 人口
根據2020年美國人口普查的數據，艾昂斯泰申的面積為6.13平方千米，當中陸地面積為6.12平方千米，而水域面積為0.01平方千米。當地共有人口825人，而人口密度為每平方千米134.58人。